# Matěj Chaluš
Matěj Chaluš (Praag, 2 februari 1998) is een Tsjechisch voetballer die doorgaans als centrale verdediger speelt. Chaluš was Tsjechisch jeugdinternational.

## Clubloopbaan
Chaluš begon bij 1. FK Příbram en werd in 2017 voor twee seizoenen gecontracteerd door SK Slavia Praag. Hij werd direct verhuurd aan FK Mladá Boleslav en begin 2019 aan zijn oude club 1. FK Příbram. Hij speelde vervolgens twee seizoenen voor FC Slovan Liberec waar hij een vaste waarde in het team werd. In februari 2022 maakte Chaluš de overstap naar het Zweedse Malmö FF waarmee hij in 2022 de Zweedse beker won.  Op 27 januari 2023 werd  Chaluš tot het einde van het seizoen 2022/23 verhuurd aan FC Groningen in Nederland. Met Groningen degradeerde hij uit de Eredivisie.